# Khodr Bechara
Khodr Bechara (arab. ‏خضر بشارة‎; ur. 13 kwietnia 1965) – libański zapaśnik walczący w stylu klasycznym. Olimpijczyk z Seulu 1988, gdzie zajął dwunaste miejsce w kategorii 130 kg.
Szósty na igrzyskach azjatyckich w 1990 roku.

## Letnie Igrzyska Olimpijskie 1988
| Konkurencja           | Rundy eliminacyjne    | Rundy eliminacyjne      | Klas. końcowa |
| Konkurencja           | Przeciwnik I          | Przeciwnik II           | Miejsce       |
| --------------------- | --------------------- | ----------------------- | ------------- |
| 130 kg styl klasyczny | Lubomír David (TCH) P | Duane Koslowski (USA) P | 12.           |